# NGC 4085
NGC 4085 (другие обозначения — UGC 7075, MCG 9-20-86, ZWG 269.32, IRAS12028+5037, PGC 38283) — спиральная галактика с перемычкой (SBc) в созвездии Большой Медведицы. Открыта Уильямом Гершелем в 1789 году.
Галактика наблюдается близко к положению «с ребра», её кривая вращения плохо определена. Она составляет пару с NGC 4088. При этом излучение нейтрального водорода наблюдается не только из плоскости галактики. По всей видимости, движение галактик друг относительно друга происходит приблизительно в картинной плоскости. Галактика NGC 4085 входит в состав группы галактик M109. Помимо NGC 4085 в группу также входят ещё 42 галактики.
Этот объект входит в число перечисленных в оригинальной редакции «Нового общего каталога».